# Крістіан Маєр
Крістіан Маєр  (нім. Christian Mayer, 10 січня 1972) — австрійський гірськолижник, олімпійський медаліст.

## Виступи на Олімпіадах
| Олімпіада        | Дисципліна              | Місце  |
| ---------------- | ----------------------- | ------ |
| Альбервіль 1992  | гігантський слалом      | 12     |
| Ліллехаммер 1994 | гігантський слалом      | 3      |
| Ліллехаммер 1994 | гірськолижна комбінація | участь |
| Нагано 1998      | гігантський слалом      | 9      |
| Нагано 1998      | слалом                  | 5      |
| Нагано 1998      | гірськолижна комбінація | 3      |